# Holotrichia parva
Holotrichia parva är en skalbaggsart som beskrevs av Brenske 1892. Holotrichia parva ingår i släktet Holotrichia och familjen Melolonthidae. Inga underarter finns listade i Catalogue of Life.